# Einwohnerentwicklung von Plauen
Die Einwohnerentwicklung der Stadt Plauen im Vogtland wird tabellarisch und grafisch dargestellt.

## Einwohnerentwicklung
Plauen hatte im Mittelalter nur wenige hundert und der frühen Neuzeit nur einige tausend Einwohner. Die Bevölkerung nahm nur langsam zu und ging durch die zahlreichen Kriege, Seuchen und Hungersnöte immer wieder zurück. So wurde 1430 ein großer Teil der Stadt durch die Hussiten niedergebrannt. Beim Ausbruch der Pest 1566 starben über ein Viertel der Bewohner. Im Dreißigjährigen Krieg (1618–1648) sank die Bevölkerungszahl infolge der Plünderungen und Brandschatzungen erheblich. Beim erneuten Ausbruch der Pest im Jahre 1633 starben über die Hälfte der Bewohner.
Erst mit der Industrialisierung im 19. Jahrhundert beschleunigte sich das Bevölkerungswachstum. Lebten 1801 erst 5.700 Menschen in der Stadt, so überschritt 1904 die Einwohnerzahl der Stadt Plauen die Grenze von 100.000, wodurch sie zur Großstadt wurde. 1912 erreichte die Bevölkerungszahl auf Grund des wirtschaftlichen Aufschwungs mit 128.000 ihren historischen Höchststand. Im Ersten Weltkrieg sank die Einwohnerzahl weit unter 100.000, erholte sich aber nach Kriegsende schnell bis weit über diese Marke.
Zur Großstadt wurde Plauen nach dem Zweiten Weltkrieg nicht mehr.
Danach blieb die Bevölkerungszahl für knapp drei Jahrzehnte mit etwa 80.000 Einwohnern relativ stabil. Mit Beginn der Flüchtlingswelle von DDR-Bürgern nach Öffnung des Eisernen Vorhangs zwischen Österreich und Ungarn am 19. August 1989 begann die Bevölkerungszahl wieder zu sinken. Bedingt durch die eher schwache wirtschaftliche Situation hielt diese Entwicklung auch während der 1990er und 2000er Jahre weiter an, allerdings konnte durch Eingemeindungen die Einwohnerzahl zwischenzeitlich wieder erhöht werden. Seit 2010 übertreffen jedoch die Zuzüge die Wegzüge, weshalb die Einwohnerzahlen nur noch auf Grund des Sterbeüberschusses schrumpfen. Am 31. März 2007 betrug die „Amtliche Einwohnerzahl“ für Plauen nach Fortschreibung des Statistischen Landesamtes des Freistaates Sachsen 68.285 (nur Hauptwohnsitze und nach Abgleich mit den anderen Landesämtern).
Die folgende Übersicht zeigt die Einwohnerzahlen nach dem jeweiligen Gebietsstand. Bis 1831 handelt es sich meist um Schätzungen, danach um Volkszählungsergebnisse (¹) oder amtliche Fortschreibungen der Stadtverwaltung (bis 1944), der Staatlichen Zentralverwaltung für Statistik (1945 bis 1989) und des Statistischen Landesamtes (ab 1990). Die Angaben beziehen sich ab 1871 auf die „Ortsanwesende Bevölkerung“, ab 1925 auf die Wohnbevölkerung und seit 1966 auf die „Bevölkerung am Ort der Hauptwohnung“. Vor 1871 wurde die Einwohnerzahl nach uneinheitlichen Erhebungsverfahren ermittelt.

### Von 1458 bis 1944
(jeweiliger Gebietsstand)
| Jahr/Datum         | Einwohner |
| ------------------ | --------- |
| 1458               | 1.500     |
| 1602               | 3.500     |
| 1633               | 1.500     |
| 1801               | 5.709     |
| 1831               | 8.500     |
| 1. Dezember 1834 ¹ | 9.029     |
| 1. Dezember 1840 ¹ | 10.152    |
| 3. Dezember 1849 ¹ | 12.334    |
| 3. Dezember 1855 ¹ | 13.812    |
| 3. Dezember 1858 ¹ | 14.817    |
| 3. Dezember 1861 ¹ | 16.200    |

| Datum              | Einwohner |
| ------------------ | --------- |
| 3. Dezember 1864 ¹ | 18.600    |
| 3. Dezember 1867 ¹ | 20.500    |
| 1. Dezember 1871 ¹ | 22.844    |
| 1. Dezember 1875 ¹ | 28.756    |
| 1. Dezember 1880 ¹ | 35.082    |
| 1. Dezember 1885 ¹ | 42.848    |
| 1. Dezember 1890 ¹ | 47.007    |
| 2. Dezember 1895 ¹ | 55.191    |
| 1. Dezember 1900 ¹ | 73.891    |
| 1. Dezember 1905 ¹ | 105.381   |
| 1. Dezember 1910 ¹ | 121.272   |

| Datum              | Einwohner |
| ------------------ | --------- |
| 31. Dezember 1912  | 128.014   |
| 1. Dezember 1916 ¹ | 90.065    |
| 5. Dezember 1917 ¹ | 87.602    |
| 8. Oktober 1919 ¹  | 104.918   |
| 31. Dezember 1920  | 108.576   |
| 16. Juni 1925 ¹    | 111.398   |
| 31. Dezember 1930  | 114.564   |
| 16. Juni 1933 ¹    | 113.855   |
| 31. Dezember 1935  | 112.502   |
| 17. Mai 1939 ¹     | 111.891   |
| 31. Dezember 1940  | 112.200   |

¹ Volkszählungsergebnis

### Von 1945 bis 1989
(jeweiliger Gebietsstand)
| Datum              | Einwohner |
| ------------------ | --------- |
| 1. Dezember 1945 ¹ | 82.134    |
| 29. Oktober 1946 ¹ | 84.778    |
| 31. August 1950 ¹  | 84.438    |
| 31. Dezember 1950  | 84.485    |
| 31. Dezember 1951  | 84.645    |
| 31. Dezember 1952  | 83.048    |
| 31. Dezember 1953  | 82.165    |
| 31. Dezember 1954  | 82.041    |
| 31. Dezember 1955  | 81.998    |
| 31. Dezember 1956  | 81.105    |
| 31. Dezember 1957  | 80.125    |
| 31. Dezember 1958  | 79.794    |
| 31. Dezember 1959  | 79.743    |
| 31. Dezember 1960  | 79.056    |
| 31. Dezember 1961  | 78.905    |

| Datum               | Einwohner |
| ------------------- | --------- |
| 31. Dezember 1962   | 78.983    |
| 31. Dezember 1963   | 79.111    |
| 31. Dezember 1964 ¹ | 81.250    |
| 31. Dezember 1965   | 81.739    |
| 31. Dezember 1966   | 82.053    |
| 31. Dezember 1967   | 82.046    |
| 31. Dezember 1968   | 82.008    |
| 31. Dezember 1969   | 81.951    |
| 31. Dezember 1970 ¹ | 82.026    |
| 31. Dezember 1971   | 81.712    |
| 31. Dezember 1972   | 81.279    |
| 31. Dezember 1973   | 80.871    |
| 31. Dezember 1974   | 80.353    |
| 31. Dezember 1975   | 79.899    |
| 31. Dezember 1976   | 79.581    |

| Datum               | Einwohner |
| ------------------- | --------- |
| 31. Dezember 1977   | 79.500    |
| 31. Dezember 1978   | 79.190    |
| 31. Dezember 1979   | 78.882    |
| 31. Dezember 1980   | 78.828    |
| 31. Dezember 1981 ¹ | 79.071    |
| 31. Dezember 1982   | 78.647    |
| 31. Dezember 1983   | 78.797    |
| 31. Dezember 1984   | 77.913    |
| 31. Dezember 1985   | 77.570    |
| 31. Dezember 1986   | 77.514    |
| 31. Dezember 1987   | 77.116    |
| 31. Dezember 1988   | 77.593    |
| 31. Dezember 1989   | 73.971    |

¹ Volkszählungsergebnis
Quelle: Staatliche Zentralverwaltung für Statistik

### Ab 1990
(jeweiliger Gebietsstand)
| Datum             | Einwohner |
| ----------------- | --------- |
| 3. Oktober 1990   | 71.774    |
| 31. Dezember 1991 | 70.856    |
| 31. Dezember 1992 | 70.284    |
| 31. Dezember 1993 | 69.387    |
| 31. Dezember 1994 | 68.308    |
| 31. Dezember 1995 | 68.033    |
| 31. Dezember 1996 | 67.378    |
| 31. Dezember 1997 | 66.497    |
| 31. Dezember 1998 | 66.305    |
| 31. Dezember 1999 | 71.955    |

| Datum             | Einwohner |
| ----------------- | --------- |
| 31. Dezember 2000 | 71.543    |
| 31. Dezember 2001 | 71.155    |
| 31. Dezember 2002 | 70.534    |
| 31. Dezember 2003 | 70.070    |
| 31. Dezember 2004 | 69.422    |
| 31. Dezember 2005 | 68.892    |
| 31. Dezember 2006 | 68.430    |
| 31. Dezember 2007 | 67.600    |
| 31. Dezember 2008 | 66.870    |
| 31. Dezember 2009 | 66.287    |

| Datum             | Einwohner |
| ----------------- | --------- |
| 31. Dezember 2010 | 66.098    |
| 31. Dezember 2011 | 65.738    |
| 31. Dezember 2012 | 64.115    |
| 31. Dezember 2013 | 63.967    |
| 31. Dezember 2014 | 64.077    |
| 31. Dezember 2015 | 65.201    |
| 31. Dezember 2016 | 65.049    |
| 31. Dezember 2017 | 65.148    |
| 31. Dezember 2018 | 64.931    |
| 31. Dezember 2019 | 64.597    |

| Datum             | Einwohner |
| ----------------- | --------- |
| 31. Dezember 2020 | 64.014    |
| 31. Dezember 2021 | 63.372    |
| 31. Dezember 2022 | 64.763    |

Quelle: Statistisches Landesamt des Freistaates Sachsen

## Altersstruktur der Gesamtstadt
Die Einwohnerzahlen beziehen sich auf den 31. Dezember 2004 (Hauptwohnsitze).
| Alter von – bis | Einwohnerzahl | Männlich | Weiblich |
| --------------- | ------------- | -------- | -------- |
| 0 – 5           | 3.023         | 1.542    | 1.481    |
| 6 – 14          | 4.034         | 2.087    | 1.947    |
| 15 – 17         | 2.473         | 1.251    | 1.222    |
| 18 – 24         | 5.786         | 2.931    | 2.855    |
| 25 – 29         | 3.824         | 2.022    | 1.802    |
| 30 – 39         | 9.154         | 4.769    | 4.385    |
| 40 – 49         | 10.760        | 5.518    | 5.242    |
| 50 – 64         | 14.795        | 7.086    | 7.709    |
| über 65         | 15.573        | 5.875    | 9.698    |
| Plauen          | 69.422        | 33.081   | 36.341   |

Quelle: Statistisches Landesamt des Freistaates Sachsen

## Bevölkerungsstruktur der Gesamtstadt
| Bevölkerung                 | Stand 31. Dezember 2022 |
| --------------------------- | ----------------------- |
| Wohnberechtigte Bevölkerung | 66.310                  |
| davon männlich              | 31.947                  |
| weiblich                    | 33.440                  |
| Ausländer                   | 7.069                   |
| Ausländeranteil in Prozent  | 10,81                   |

Quelle: 

## Altersstruktur der Stadtgebiete

### Struktur 2001

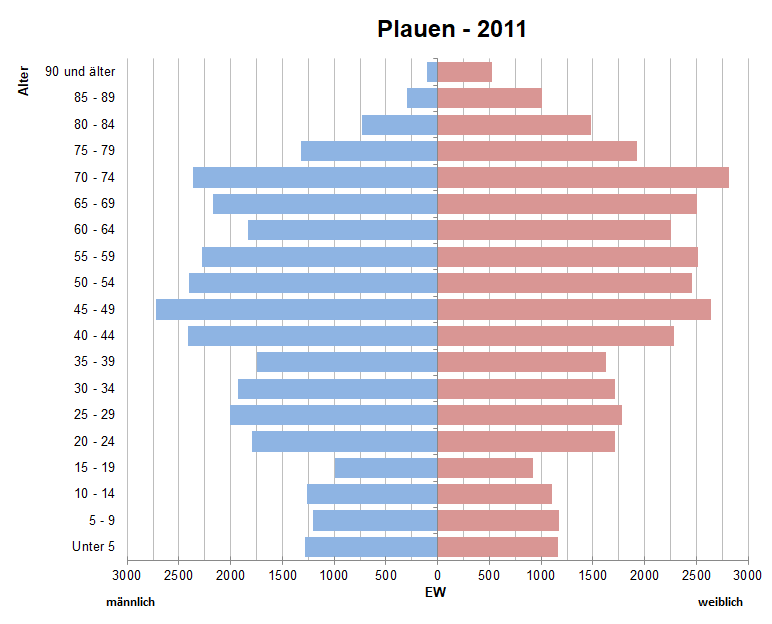
Bevölkerungspyramide für Plauen (Datenquelle: Zensus 2011)

Die Einwohnerzahlen beziehen sich auf den 31. Dezember 2001 (Hauptwohnsitze).
| Stadtgebiete | 0–4 Jahre | 5–19 Jahre | 20–64 Jahre | über 65 Jahre | Gesamt |
| ------------ | --------- | ---------- | ----------- | ------------- | ------ |
| Zentrum      | 388       | 1.387      | 7.127       | 3.541         | 12.443 |
| Nord         | 736       | 2.158      | 9.544       | 2.456         | 14.894 |
| Ost          | 468       | 2.408      | 10.590      | 3.466         | 16.932 |
| Süd          | 351       | 1.426      | 6.578       | 1.846         | 10.201 |
| West         | 606       | 2.153      | 10.114      | 2.849         | 15.722 |
| Plauen       | 2.549     | 9.532      | 43.953      | 14.158        | 70.192 |

Quelle: FG Wahlen/Statistik der Stadt Plauen

### Prognose 2015
Die Einwohnerzahlen beziehen sich auf den 31. Dezember 2015 (Hauptwohnsitze).
| Stadtgebiete | 0–4 Jahre | 5–19 Jahre | 20–64 Jahre | über 65 Jahre | Gesamt |
| ------------ | --------- | ---------- | ----------- | ------------- | ------ |
| Zentrum      | 493       | 1.418      | 6.736       | 4.141         | 12.788 |
| Nord         | 654       | 2.000      | 9.000       | 3.620         | 15.274 |
| Ost          | 435       | 1.037      | 5.962       | 3.825         | 11.259 |
| Süd          | 359       | 971        | 4.994       | 2.727         | 9.051  |
| West         | 646       | 1.914      | 9.235       | 4.171         | 15.969 |
| Plauen       | 2.590     | 7.340      | 35.927      | 18.484        | 64.341 |

Quelle: FG Wahlen/Statistik der Stadt Plauen

## Bevölkerung der Stadtgebiete
Am 31. Dezember 2003 lebten in Plauen nach Angaben der Stadtverwaltung 69.326 Menschen mit Hauptwohnsitz, wovon 18 Personen keinem Stadtgebiet zuzuordnen waren.
| Stadtgebiet | Einwohnerzahl | Fläche in km² | Einwohner je km² |
| ----------- | ------------- | ------------- | ---------------- |
| Zentrum     | 12.434        | 2,9           | 4.288            |
| Nord        | 14.909        | 32,4          | 460              |
| Ost         | 16.076        | 19,1          | 841              |
| Süd         | 10.065        | 33,3          | 302              |
| West        | 15.824        | 14,5          | 1.091            |
| Plauen      | 69.308        | 102,2         | 679              |

Quelle: FG Wahlen/Statistik der Stadt Plauen